# Лала
Лала или тулипан (лат. Tulipa) је назив рода монокотиледоних биљака. Род обухвата око 100 врста, природно распрострањених у Азији, јужној Европи и северној Африци. Центар диверзитета (постојбина највише врста) су области планина Памир и Хиндукуш, као и степе Казахстана. Велики број врста, као и узгојених култивара и хибрида, користи се као украсно биље у баштама, жардињерама и парковима.

## Опис
Код лале је стабло представљено луковицом осредње величине, дугуљаста или крушкаста, при дну округласта, при врху зашиљена, одевена изнутра задебљаном, споља глатком, танком и сувом љуском. Цветна дршка је чврста, обла, 15 до 75 cm висока, што зависи од сорте и врсте, окружена глатким седећим дугуљастим сивкасто-зеленим листовима. Свака цветна дршка носи по један усправан, звонаст крупан цвет, који може бити једноставан или дупли. Цветови су разних боја или нијанси: бели, црвени, ружичасти, жути, кармин или тамноцрвени, пурпурни, црни, љубичасти, или су по две од горенаведених боја међусобно у разним шарама и пругама комбиноване, нпр.: црвена са белом ивицом, или бела са зеленом ивицом или црвена са жутом ивицом.
С обзиром на цветање, сорте лала деле се у четири групе:
- рано цветајуће,
- средње рано цветајуће,
- касно цветајуће и
- ботаничке.

## Узгој лала у стану
За присилно цветање (форсирање) најбоље одговарају посебно припремљене, тзв. препариране луковице рано цветајућих сорти, увезене из Холандије. Треба их набавити што раније, тако да се у октобру могу припремити за садњу. Луковице се саде по три комада у саксију (чији је горњи отвор у пречнику 12 cm), а у декоративне чинијице по 5 до 6 комада, што зависи од величине чинијице напуњеном плодном саксијском земљом.
При садњи избоји на луковицама треба да дођу до висине ивице саксије или чинијице. Овако засађене луковице треба држати на тамном, умерено хладном и довољно влажном месту, најбоље у подруму, и покрити их 10 cm високим песком. Треба водити рачуна да овај песак све време мало влажан.
До јануара развиће се на луковицама толико коренчића да ће они продрети и кроз рупицу на дну саксије, а и горњи део биљке клица достићи ће висину од око 10 cm. Ако се пипањем у њој осети цветни пупољак, саксије или чинијице треба извадити из песка и ставити у незагрејану собу међу затворене прозоре. Земљу у саксији или чинијици треба добро залити, а горњи део биљке покрити празном саксијом или туљком од хартије. Кад се под саксијом или туљком клица са цветом добро развије, лале треба изложити потпуном светлу и преместити у топлу собу, где ће се ускоро развити цветови.

## Слике
- Шарена лала, поглед одозго
- Љубичаста лала, поглед одозго
- Тулипан
- Црвена лала
- Црвена лала, поглед одозго